# Jūnqān
Jūnqān (persiska: جونُقان, Jūneqān, جونِقان, جُّنِغَن, جونَقان, جونقان) är en ort i Iran.   Den ligger i provinsen Chahar Mahal och Bakhtiari, i den centrala delen av landet, 400 km söder om huvudstaden Teheran. Jūnqān ligger 2 030 meter över havet och antalet invånare är 14 660.
Terrängen runt Jūnqān är bergig norrut, men söderut är den kuperad. Runt Jūnqān är det ganska tätbefolkat, med 160 invånare per kvadratkilometer. Närmaste större samhälle är Fārsān, 16,5 km nordväst om Jūnqān. Trakten runt Jūnqān består i huvudsak av gräsmarker.